# Karl von Rotteck
Karl Wenzeslaus Rodeckher von Rotteck, född 18 juli 1775 i Freiburg im Breisgau, död där den 26 november 1840, var en tysk historiker, statsvetare och liberal politiker.
Han var professor i Freiburg 1798–1832. Han var en av den tyska liberalismens främsta lärofäder, verksam även i den praktiska politiken såsom ledare för storhertigdömet Badens liberaler i lantdagens första kammare 1819–30 och i andra kammaren från och med 1831. 
Tillsammans med C.Th. Welcker utgav han Staatslexikon i fem band (1833–44). Hans son Hermann von Rotteck utgav Gesammelte und nachgelassene Schriften i fem band (1841–43).